# Pseudorhaphitoma uncicostata
Pseudorhaphitoma uncicostata é uma espécie de gastrópode do gênero Pseudorhaphitoma, pertencente a família Mangeliidae.